# Offer Music Box
『Offer Music Box』（オファー・ミュージック・ボックス）は、日本のシンガーソングライターである玉置浩二の2作目となるセルフカバー・アルバム。
2012年10月24日に自主レーベルとなるソニー・ミュージックマーケティングユナイテッドのSALTMODERATEレーベルからリリースされた。セルフカバー・アルバムとしては『ワインレッドの心』（1999年）からおよそ13年半ぶりのリリースとなり、その他の作品も含めるとベスト・アルバム『GOLDEN☆BEST 玉置浩二 1993-2007』（2011年）からおよそ10か月振りのリリースとなった。
本作は玉置が他アーティストへ提供した全160曲の中から、自身が選曲した楽曲をアレンジを含めて練り直した楽曲が収録されている。本作には斉藤由貴への提供曲「悲しみよこんにちは」（1986年）、レコード大賞受賞曲である香西かおりの「無言坂」（1993年）、ビートたけしのエッセイに感銘を受けたことで提供したエッセイと同名の「嘲笑」（1993年）、V6に提供し同グループの中で最も売り上げた「愛なんだ」（1997年）などが収録されている。本作はオリコンアルバムチャートにおいて最高位第31位となった。
「愛なんだ」およびTOKIOに提供した「NaNaNa (太陽なんていらねぇ)」（2010年）を除き、iTunesやmoraなどの楽曲単独販売やYouTube MusicやSpotify等での配信も行われている。2022年11月3日にはアナログレコードの普及を目的とした東洋化成によるイベント「レコードの日 2022」の開催に伴い、本作を含む玉置のアルバム4作品が初レコード化された。

## 収録曲

### CD
| #         | タイトル                        | 作詞       | 作曲      | 編曲       | オリジナルアーティスト | 時間  |
| --------- | ------------------------------- | ---------- | --------- | ---------- | ---------------------- | ----- |
| 1.        | 「愛なんだ」                    | 松井五郎   | 玉置浩二  | トオミヨウ | V6                     | 4:39  |
| 2.        | 「NaNaNa (太陽なんていらねぇ)」 | 玉置浩二   | 玉置浩二  | トオミヨウ | TOKIO                  | 4:46  |
| 3.        | 「サザン・ウインド」            | 来生えつこ | 玉置浩二  | トオミヨウ | 中森明菜               | 3:57  |
| 4.        | 「どこからきたの」              | 小椋佳     | 玉置浩二  | トオミヨウ | 亀渕友香               | 3:04  |
| 5.        | 「哀しみのスパイ」              | 松任谷由実 | 玉置浩二  | トオミヨウ | 小林麻美               | 3:43  |
| 6.        | 「「月」に吠える朝」            | GAKOガエル | 玉置浩二  | トオミヨウ | GAO                    | 4:27  |
| 7.        | 「大切なコト」                  | 桃乃未琴   | 玉置浩二  | トオミヨウ | 桃乃未琴               | 5:12  |
| 8.        | 「悲しみよこんにちは」          | 森雪之丞   | 玉置浩二  | トオミヨウ | 斉藤由貴               | 4:29  |
| 9.        | 「夢だけ見てる」                | 小椋佳     | 玉置浩二  | トオミヨウ | 川越美和               | 3:23  |
| 10.       | 「無言坂」                      | 市川睦月   | 玉置浩二  | トオミヨウ | 香西かおり             | 3:22  |
| 11.       | 「嘲笑」                        | 北野武     | 玉置浩二  | トオミヨウ | ビートたけし           | 4:20  |
| 合計時間: | 合計時間:                       | 合計時間:  | 合計時間: | 合計時間:  | 合計時間:              | 45:22 |

### LPレコード
| #         | タイトル                        | 作詞       | 作曲      | 編曲       | オリジナルアーティスト | 時間  |
| --------- | ------------------------------- | ---------- | --------- | ---------- | ---------------------- | ----- |
| 1.        | 「愛なんだ」                    | 松井五郎   | 玉置浩二  | トオミヨウ | V6                     | 4:39  |
| 2.        | 「NaNaNa (太陽なんていらねぇ)」 | 玉置浩二   | 玉置浩二  | トオミヨウ | TOKIO                  | 4:46  |
| 3.        | 「サザン・ウインド」            | 来生えつこ | 玉置浩二  | トオミヨウ | 中森明菜               | 3:57  |
| 4.        | 「どこからきたの」              | 小椋佳     | 玉置浩二  | トオミヨウ | 亀渕友香               | 3:04  |
| 5.        | 「哀しみのスパイ」              | 松任谷由実 | 玉置浩二  | トオミヨウ | 小林麻美               | 3:43  |
| 6.        | 「「月」に吠える朝」            | GAKOガエル | 玉置浩二  | トオミヨウ | GAO                    | 4:27  |
| 合計時間: | 合計時間:                       | 合計時間:  | 合計時間: | 合計時間:  | 合計時間:              | 24:36 |

| #         | タイトル               | 作詞      | 作曲      | 編曲       | オリジナルアーティスト | 時間  |
| --------- | ---------------------- | --------- | --------- | ---------- | ---------------------- | ----- |
| 7.        | 「大切なコト」         | 桃乃未琴  | 玉置浩二  | トオミヨウ | 桃乃未琴               | 5:12  |
| 8.        | 「悲しみよこんにちは」 | 森雪之丞  | 玉置浩二  | トオミヨウ | 斉藤由貴               | 4:29  |
| 9.        | 「夢だけ見てる」       | 小椋佳    | 玉置浩二  | トオミヨウ | 川越美和               | 3:23  |
| 10.       | 「無言坂」             | 市川睦月  | 玉置浩二  | トオミヨウ | 香西かおり             | 3:22  |
| 11.       | 「嘲笑」               | 北野武    | 玉置浩二  | トオミヨウ | ビートたけし           | 4:20  |
| 合計時間: | 合計時間:              | 合計時間: | 合計時間: | 合計時間:  | 合計時間:              | 20:46 |

## チャート
| チャート         | 最高順位 | 登場週数 | 売上数 | 出典  |
| ---------------- | -------- | -------- | ------ | ----- |
| 日本（オリコン） | 31位     | 4回      | -      | [ 2 ] |

## リリース日一覧
| No. | リリース日     | レーベル                                     | 規格         | カタログ番号 | 備考                                                                       | 出典        |
| --- | -------------- | -------------------------------------------- | ------------ | ------------ | -------------------------------------------------------------------------- | ----------- |
| 1   | 2012年10月24日 | SALTMODERATE                                 | CD           | ZMCL-2       |                                                                            | [ 6 ] [ 1 ] |
| 2   | 2012年10月24日 | ソニー・ミュージックダイレクト               | AAC-LC       | -            | デジタル・ダウンロード 「愛なんだ」「NaNaNa (太陽なんていらねぇ)」は未収録 | [ 7 ]       |
| 3   | 2012年10月24日 | ソニー・ミュージックダイレクト               | ロスレスFLAC | -            | デジタル・ダウンロード 「愛なんだ」「NaNaNa (太陽なんていらねぇ)」は未収録 | [ 8 ]       |
| 4   | 2022年11月3日  | ソニー・ミュージックダイレクト／GREAT TRACKS | LP           | MHJL-230     | 初LP化、完全生産限定盤                                                     | [ 9 ]       |

## スタッフ・クレジット

### 参加ミュージシャン
- トオミヨウ – ピアノ、キーボード、ギター、プログラミング
- 石威正人 – ギター（7, 10, 11曲目）
- 佐野聡 – トロンボーン、フルート、ハーモニカ（10曲目）
- 吉田宇宙 – ヴァイオリン（2, 4, 8, 11曲目）
- toshi808 – キーボード、プログラミング（5曲目）

### スタッフ
- 玉置浩二 – プロデューサー
- トオミヨウ – サウンド・プロデューサー